# Chordifex chaunocoleus
Chordifex chaunocoleus är en gräsväxtart som först beskrevs av Ferdinand von Mueller, och fick sitt nu gällande namn av Barbara Gillian Briggs och Lawrence Alexander Sidney Johnson. Chordifex chaunocoleus ingår i släktet Chordifex och familjen Restionaceae. Inga underarter finns listade i Catalogue of Life.